# Меріленд (графство)
Меріленд (англ. Maryland County) — одне з графств Ліберії.

## Географія
Розташоване на південному сході країни. Межує з Кот-д'Івуаром (на сході), а також з графствами: Рівер-Гі (на півночі) і Гранд-Кру (на заході). На півдні омивається водами Атлантичного океану. Адміністративний центр - місто Харпер. Площа становить 2296 км ².

## Населення
Населення за даними на 2008 рік - 136 404 чоловік; середня щільність населення - 59,41 чол./км ².
 Динаміка чисельності населення графства по роках:
| 1984    | 1986    | 2008    | 2013    |
| ------- | ------- | ------- | ------- |
| 132 100 | 137 700 | 136 404 | 150 575 |

## Адміністративний поділ
В адміністративному відношенні поділяється на 7 округів.